# Джефри Сакс
Джефри Дейвид Сакс (на английски: Jeffrey David Sachs; р. 5 ноември 1954, Детройт, Мичиган) e американски икономист, преподавател в Колумбийския университет и бивш директор на неговия Институт за Земята.
Сред най-младите професори по икономика в историята на Харвард, Сакс става известен като съветник на правителствата на източноевропейски и развиващи се страни при прилагането на шокова терапия в техните икономики за преход към пазарна система или при икономически кризи. Някои от неговите предложения се смятат за спорни и противоречиви.
Сакс след това се занимава с предизвикателствата на икономическото развитие, устойчивост на околната среда, намаляване на бедността, отмяна на дългове на третия свят и глобализация.
Удостоен е с почетното звание на Колумбийския университет „Кетле професор“ (Quetelet professor) през 2002 г. Той е професор по устойчивост на развитието в Училището за международни и обществени въпроси (School of International and Public Affairs) и професор по здравна политика и управление в Училището по обществено здравеопазване „Мейлман“ (Mailman School of Public Health) на Колумбийския университет.